# Pianura di Nōbi

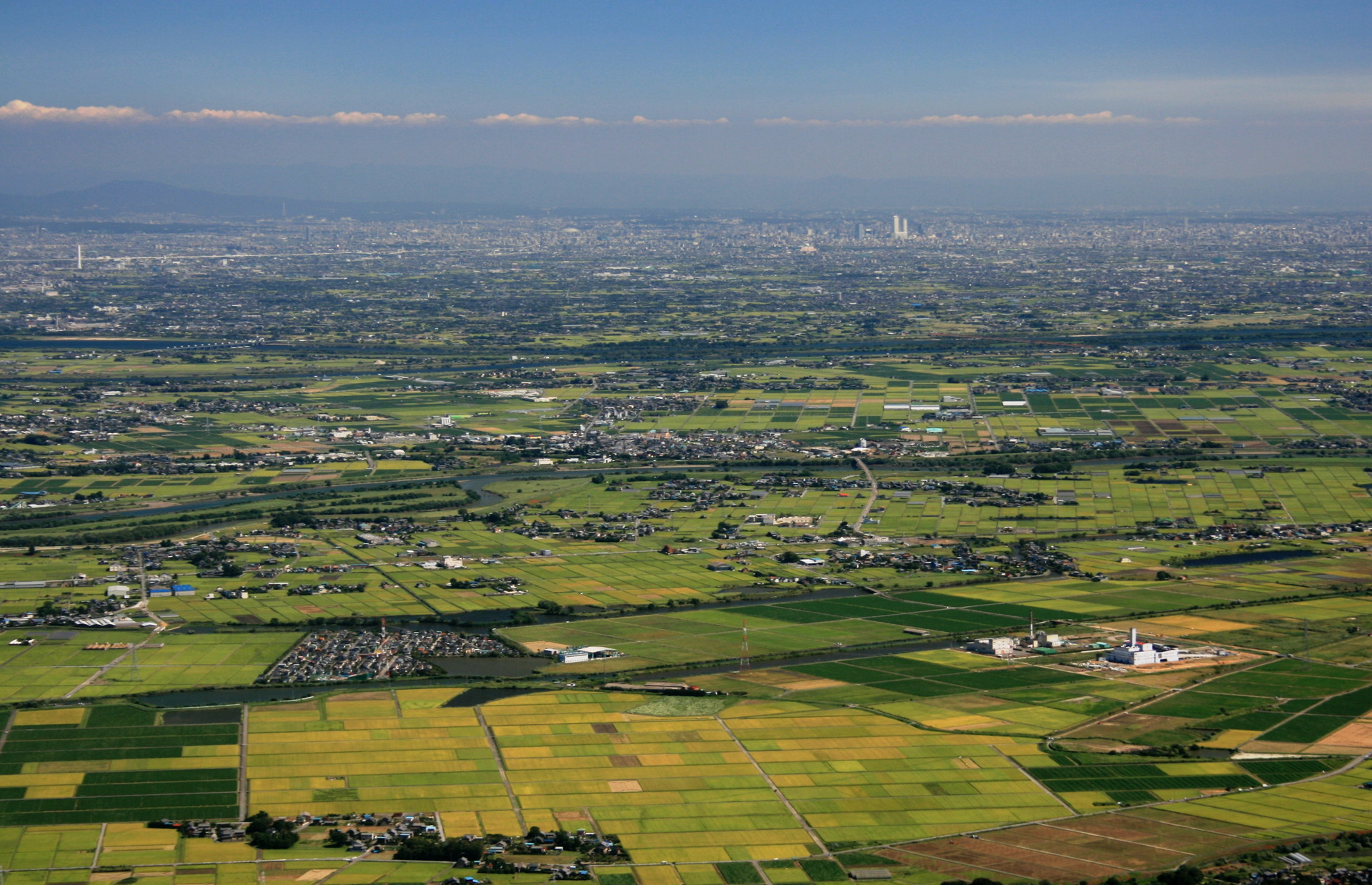
Pianura di Nōbi

La pianura di Nōbi (濃尾平野?, Nōbi-heiya) è una pianura che si estende dalla zona sud-occidentale della prefettura di Gifu all'area nord-occidentale della prefettura di Aichi. Dal punto di vista geologico è una piana alluvionale creatasi dai depositi di tre grandi fiumi: Kiso, Nagara e Ibi che hanno reso il suolo ricco e fertile. È delimitata da zone montuose, ad eccezione del lato meridionale che si affaccia sulla baia di Ise.

## Morfologia
Nella zona occidentale della prefettura di Aichi, dove scorrono i tratti finali dei grandi fiumi, sono presenti dei terreni paludosi che corrispondono talvolta a depressioni poste sotto il livello del mare. Il pericolo di esondazioni è sempre presente, tanto che si possono vedere delle dighe particolari chiamate Wajū. Le città più antiche come Tsushima, Nagoya e Atsuta sono situate su degli altipiani che diminuiscono il rischio di alluvioni e la grande presenza di corsi d'acqua ha reso florida la zona fin dall'antichità.

## Clima
Le estati sono afose ed estremamente calde, tanto che la zona è considerata una delle più difficili da vivere di tutto il Giappone durante tale periodo.
Gli inverni sono secchi e presentano spesso un cielo terso, generato da un vento freddo e secco che soffia durante la stagione invernale. Tuttavia, la zona montuosa di Ibuki e la catena di Suzuka, che separano il lato oceanico da quello rivolto verso il Mar del Giappone sono soggette a periodi di forte pressione invernale, che coprono di neve la pianura e non è raro che si manifestino nevicate abbondanti nella prefettura di Gifu.